# Conington (Huntingdonshire)
Conington – wieś w Anglii, w hrabstwie Cambridgeshire, w dystrykcie Huntingdonshire. Leży 39 km na północny zachód od miasta Cambridge i 106 km na północ od Londynu.